# দ়
Cette page contient des caractères spéciaux ou non latins. S’ils s’affichent mal (▯, ?, etc.), consultez la page d’aide Unicode.
দ়, appelé d̲h̲a et transcrit d̲h̲, est une consonne de l’alphasyllabaire bengali utilisée dans certains ouvrages linguistiques bengalis. Elle est formée d’un da ‹ দ › avec un point souscrit.

## Utilisation
Dans certains ouvrages linguistiques bengalis, d̲h̲a représente une consonne fricative dentale voisée [ð] et est utilisée dans la transcription de mots étrangers avec cette consonne, comme par exemple le mot anglais then [ðen] transcrit ‹ দ়েণ্ › dans le dictionnaire anglais-bengali de l’Académie bengalie.

## Représentations informatiques
Ses caractères Unicode sont, :
| formes | représentations | chaînes de caractères | points de code       | descriptions                                                      |
| ------ | --------------- | --------------------- | -------------------- | ----------------------------------------------------------------- |
| pleine | দ়               | দ়                     | U+09A6 U+09BC        | lettre bengali da, symbole bengali noukta                         |
| morte  | দ়्               | দ়◌्                    | U+09A6 U+09BC U+094D | lettre bengali da, symbole bengali noukta, symbole bengali virama |